# Lita Grier
Lita Grier, née en 1937 à New York, est une compositrice de musique classique américaine.

## Biographie
Lita Grier étudie la composition à la Juilliard School avec Peter Mennin. À seize ans, elle remporte le premier prix du concours de jeunes compositeurs de l'Orchestre philharmonique de New York. À l'Université de Californie à Los Angeles (UCLA), elle poursuit sa formation avec Lukas Foss et Roy Harris. Elle obtient le diplôme de master en composition et le prix Atwater Kent de l'UCLA. Elle abandonne ensuite la composition, invoquant le peu d'encouragement pour les compositrices, notamment lorsqu'elles travaillent de manière indépendante. Elle n'y reviendra que presque trente ans après.